# Teluk (Lingga Utara)
Teluk is een bestuurslaag in het regentschap Lingga van de provincie Riau-archipel, Indonesië. Teluk telt 975 inwoners (volkstelling 2010).